# Rabban Hormizd

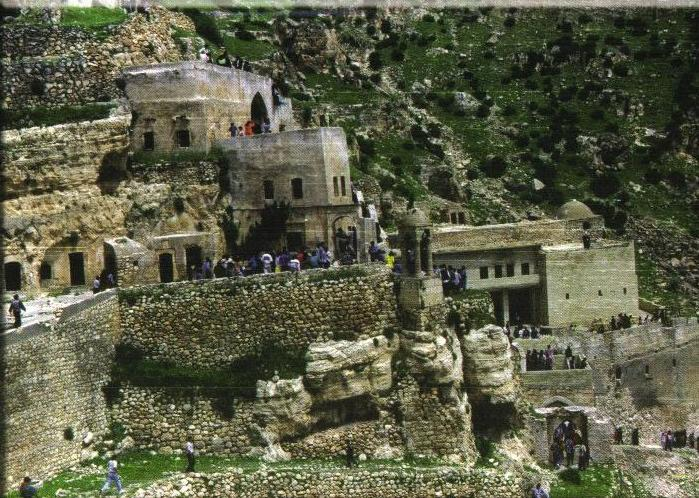
Kloster Rabban Hormizd

Das Kloster Rabban Hormizd war und ist eine bedeutende monastische Einrichtung der christlichen Ostsyrer, zunächst der „Assyrischen Kirche des Ostens“, ab 1830 und heute der Chaldäisch-Katholischen Kirche. Es liegt nördlich von Mosul, etwa drei Kilometer nordöstlich von Alqosh am Hange des Gebirges. Die Gründung erfolgte im 7. Jahrhundert. Von Mitte des 16. Jahrhunderts bis 1804 war das Kloster offizielle Residenz des ostsyrischen Katholikos-Patriarchen von Seleukeia-Ktesiphon. Mehrere Gräber und Grabschriften der Patriarchen sind erhalten. Die entvölkerte Anlage, von der Patriarchenfamilie als Eigentum beansprucht, wurde 1830 von Gabriel Dambo als Kloster chaldäisch-katholischer Mönche wiederbegründet (nicht zu verwechseln mit dem Kloster Notre Dame des Semences am Fuß desselben Gebirges). Der einstweilen letzte der Mönche von Rabban Hormizd starb 2011.
Aus dem alten Scriptorium des Klosters haben sich acht datierte Handschriften (11.–13. Jh.) erhalten. Ein beträchtlicher Teil der Bibliothek ging während der Kriegszüge Nadir Schahs verloren.